# 加納秀人
加納 秀人 （かのう ひでと、1952年6月22日 - ）は、日本のギタリスト、シンガーソングライター。ロックバンド「外道」の中心メンバー。北海道美唄市出身。

## 来歴
小学3年の時に北海道から一家で横浜に引っ越す。もとは音楽よりも運動が好きな子供だったが、小学5年の時に友人宅で初めてエレクトリック・ギターを見たのがきっかけでミュージシャンになると直感したという。中学時代に安いギターを手に入れ練習を重ね、高校1年で中退してミュージシャンの道へ。過去のインタビューでは奏法について「日がな1日、テレビから溢れる音楽に合わせて弾く自己流の練習で身につけた」と語っている。セッション・ミュージシャンを経て、“世界の誰にも負けないオリジナルなバンド”を作るべく、1973年に「外道」としてデビュー。1976年に外道を解散。その後再結成、封印、再結成を重ね現在に至る。ソロ、外道の他、別ユニット・ATOMIC POODLEなどでも活動。2013年は外道結成40周年として10年ぶりのスタジオ・アルバム『魂の叫び』を発表した。

## 年譜
- 1968年　16歳の時高校を中退しバンドマンとしてのキャリアをスタート。
- 1971年　The Mに参加。
- 1972年　自身のバンドを結成。(サーカス)
- 1973年　バンド名を「外道」と改名、同年8月白樺高原音楽祭でライブデビュー。
- 1976年　外道解散。
- 1977年　ジョニー吉長らとレコーディング・セッション・グループ「加納秀人Withイースト・ジャンキー・ファミリー」結成。
- 1978年　1stソロアルバム『地球の夜明け』リリース。ジャズ・フュージョン的アプローチを見せる。
- 1979年　2ndソロアルバム『IN THE HEAT』を発表。
- 1980年　3rdソロ『エレクトリック・ウズ』を発表。レコーディングに外道のメンバー（青木正行、中野良一）参加。
- 1981年　外道を再結成。通算5枚目のアルバム『POWER CUT』をリリース。
- 1982年　外道、アルバム『Mooning』をリリース。その後外道は自然消滅。
- 1983〜1986年　プロデュース及びセッション活動。
- 1991年　解散ライブを含む未発表2枚組ライブ・アルバム『外道LIVE』をリリース。角松敏生プロデュース『ONE,TWO』をGedo名義で発表。
- 1993年　加納秀人with外道名義で『DIE FOR YOU』を発表。映画『極道記者』音楽監督。
- 1994年　『極道記者2』の音楽監督。
- 1995年　イメージアルバム『疾風列伝  特攻の拓〜野生の天使たち〜』リリース（加納秀人with外道名義）。
- 1996年　4thソロアルバム『SWEET MISERY』リリース。
- 1999年　5thソロアルバム『意識の彼方へ』リリース。
- 2001年　外道再始動。
- 2002年　ユニバーサルミュージック/MUSIC OF THE SPHEREより『地球の夜明け』『IN THE HEAT』『エレクトリック・ウズ』の初CD化と通算ソロ6作目・初の未発表ライブ・アルバム『加納秀人LIVE 1979』同時発売。外道『外道LIVE』『POWER CUT』『Mooning』の再発売。未発表2枚組『水金地火木土天回明〜外道・秘蔵音源集その壱』『水金地火木土天回明〜外道・秘蔵音源集その弐』等、多数リリースされる。
- 2003年　外道30周年を迎えて初のベスト盤『ベスト外道』、28年ぶりの新作『外道NφW』。2枚組CD『外道マル秘シリーズ』等、計6タイトルを発表。フジロックフェスティバル'03、沖縄ピースフルラブ・ロックフェスティバル等、多数のライブイベントに参加。中島美嘉のアルバム『LØVE』に参加。
- 2004年　外道封印。ソロシングル『On My Own』、外道初のDVD『Video 外道』を発売。
- 2005年　ジョニー吉長、FUKUSHINとJFKを結成、ライブ活動開始。
- 2007年　JFKアルバム『JFK』発表。7thソロアルバム『加納秀人 LIVE IN クロコダイル』を発表。
- 2008年　新バンドATOMIC POODLEを結成、2枚のアルバム（『ATOMIC POODLE』『ATOMIC POODLE2』）を発表。
- 2008年　映画『ロック誕生 The Movement 70'S』に出演。
- 2009年　DVD『加納秀人 LIVE ANALYZE』発売。そうる透、鳴瀬喜博と約20年振りに加納秀人BANDとしてスタジオライブ。
- 2010年　外道再始動（加納秀人、そうる透、松本慎二）。全国各地のライブイベント等に精力的に参加。
- 2011年　外道、頭脳警察、山口冨士夫バンド等と共演。
- 2012年　『外道LIVE IN CROCODILE』（外道名義）をリリース。
- 2013年　外道として10年振りのスタジオ・アルバム『魂の叫び』を発表。ATOMIC POODLEとしても5年振りにアルバム『弾丸ベイベー』を発表[4]。
- 2020年　ATOMIC POODLE、7年ぶりのアルバム『MONSTAR』を発表。

## ディスコグラフィー
「外道」名義を除く

### アルバム

#### 加納秀人ソロ
1. 地球の夜明け（1978年／RVC）
2. IN THE HEAT（1979年／RVC）
3. エレクトリック・ウズ（1980年／日本コロムビア）
4. SWEET MISERY（1996年／ポリドール）
5. 意識の彼方へ（1999年／アイドル・ジャパン・レコーズ）
6. 加納秀人LIVE 1979（2002年／MUSIC OF THE SPHERE）
7. 加納秀人LIVE IN クロコダイル（2007年／SPICE RECORDS）
8. 旅人（2016年／自主制作盤）
9. Thank You - HIDETO KANOH 50th Anniversary（2018年／テイチクエンタテインメント）

#### JFK
1. JFK（2007年／SPICE RECORDS）

#### ATOMIC POODLE
1. ATOMIC POODLE（2008年／SPICE RECORDS）
2. ATOMIC POODLE2（2008年／SPICE RECORDS）
3. 弾丸ベイベー（2013年）
4. MONSTAR（2020年／テイチクエンタテインメント）

### シングル
1. イエロー・モンキー／遊星とランデブー（1978年／RVC）
2. VIVA!カリフォルニア／ファンタジック・モーニング（1979年／RVC）
3. SWEET MISERY／Dreamer／左記2曲のオリジナル・カラオケ（1996年／ポリドール）（テレビ東京系「P-Walker」エンディングテーマ）
4. 「On my Own」OH my my／淋しすぎる夜（2004年／ソニー・ミュージックアソシエイテッドレコーズ）

### DVD
1. 加納秀人 LIVE ANALYZE（2009年／アトス・インターナショナル）
2. ロック誕生 The Movement 70'S （2010年／NAYUTAWAVE RECORDS）

## ユニット別メンバー
- Gedo　加納秀人(G)、そうる透(Dr)、関谷聡(Key)
- 加納秀人with外道　加納秀人(G)、そうる透(Dr)、関谷聡(Key)
- JFK　ジョニー吉長(Dr)、加納秀人(G)、FUKUSHIN(Bs)
- ATOMIC POODLE　加納秀人(G)、五十嵐公太(Dr)、満園庄太郎(Bs)